# Missie Aarde
Missie Aarde is een Nederlandse komische sciencefictionserie. Dit televisieprogramma van filmproducent Topkapi Films is bedacht door regisseur Tim Kamps en werd uitgezonden door de VPRO. De serie is als mockumentary opgenomen, waarin de acteurs regelmatig persoonlijk worden geïnterviewd wat de serie een sfeer geeft van een documentaire.

## Verhaal
Missie Aarde speelt zich af in het jaar 2063, waarin vrijwel al het land op Aarde overstroomd is. Alleen de Nederlanders hebben hun land tegen het water weten te beschermen. Zeven astronauten uit Nederland zijn eropuit gestuurd om met het ruimtevaartuig 'de Tasman' een nieuwe thuisplaneet te vinden waar de mensheid kan gaan wonen.

## Rolverdeling[1]

### Hoofdrollen
| Acteur         | Personage                    |
| -------------- | ---------------------------- |
| Wart Kamps     | Bram, kapitein               |
| Kim van Kooten | Brechtje, stuurvrouw         |
| Alex Klaasen   | Axel, boordpsycholoog        |
| Leo Alkemade   | Kurt, communicatiespecialist |
| Lykele Muus    | Thijs, data-analist          |
| Fabian Jansen  | Harold, geoloog              |
| Raymond Thiry  | Reibek, hoofd techniek       |
| Kirsten Mulder | Stem S.A.R.A., boordcomputer |
| Ellen Parren   | Svetlana, asielzoeker        |

### Bijrollen
| Acteur              | Personage                         |
| ------------------- | --------------------------------- |
| Pierre Bokma        | Minister-president/voice-over     |
| Beppie Melissen     | Minister van Ruimtezaken          |
| Frederik Brom       | Florian, (ex-)vriend van Brechtje |
| Fockeline Ouwerkerk | Vrouw van Bram                    |
| Massimo Pesik       | Zoon van Bram                     |
| Kees Hulst          | Vader van Thijs                   |
| Ottolien Boeschoten | Moeder van Thijs                  |
| Leny Breederveld    | Moeder van Kurt                   |

## Afleveringen

### Seizoen 1
| Afl. | Titel                   | Datum            |
| --- | ----------------------- | ---------------- |
| 1.1 | Medewerker van de maand | 9 januari 2015   |
| Kapitein Bram doet verslag aan de Minister van Ruimtezaken; er is nog niets gevonden. Bram maakt de 'Medewerker van de Maand' bekend en Brechtje ontdekt dat er een kans is op inslag van een meteoriet. |                         |                  |
| 1.2 | Brie vermist            | 16 januari 2015  |
| Axels brie is gestolen. Hij eist een interne rechtszaak, anders begeeft de missie zich op een hellend vlak. Kurt wordt aangesteld het onderzoek te leiden maar houdt er zo zijn eigen methoden op na.    |                         |                  |
| 1.3 | Persoonlijke groei      | 23 januari 2015  |
| Brechtje stoort zich als enige vrouw aan het voortdurende geboer en gescheet en wil een nieuwe gedragscode. Bram kondigt de jaarlijkse trainingsdag aan, met als thema: persoonlijke groei.              |                         |                  |
| 1.4 | Verkiezingen            | 30 januari 2015  |
| Kurt heeft in de statuten ontdekt dat hij zich beschikbaar kan stellen als nieuwe gezagvoerder. De medezeggenschapsraad schrijft verkiezingen uit. Axel biedt Bram aan hem te begeleiden in de campagne. |                         |                  |
| 1.5 | Bonte avond             | 6 februari 2015  |
| De missie is nu een half jaar onderweg. Om deze mijlpaal te vieren komt er een bonte avond. Iedereen doet een act en de drank doet de rest. Harold sluit af met een verrassend optreden.                 |                         |                  |
| 1.6 | Ontslag                 | 13 februari 2015 |
| Het is precies vijf jaar na de Grote Overstroming. Kurt misdraagt zich schandalig als Bram een gesprek voert met de Minister van Ruimtezaken. De bemanningsleden overleggen; wat te doen met Kurt?       |                         |                  |

### Seizoen 2
| Aflevering | Titel           | Kijkcijfers     | Uitzenddatum  |  |
| --- | --------------- | --------------- | ------------- |  |
| 2.1 | Breaking News   | 153.000 kijkers | 13 maart 2016 |  |
| Terwijl Harold onderzoekt of de nieuwe planeet leefbaar is, bereidt Axel vast de persconferentie voor. Hij raakt wat overmoedig door de aandacht. Kurt is nog steeds werkloos en besluit een boek te schrijven over zijn leven. |                 |                 |               |  |
| 2.2 | Asielzoeker     | 154.000 kijkers | 20 maart 2016 |  |
| Terwijl Kurt onderzoekt of er meer is tussen hemel en aarde, stuit de Tasman op een ongeïdentificeerd object in de ruimte. SARA ontdekt via warmtesensoren dat er een levend organisme aan boord is.                            |                 |                 |               |  |
| 2.3 | Vacante positie | 172.000 kijkers | 27 maart 2016 |  |
| Bram is vooralsnog niet van plan om Kurt zijn baan terug te geven en vraagt de overige bemanningsleden te solliciteren op deze vacature. Thijs vermoedt dat Reibek een robot is.                                                |                 |                 |               |  |
| 2.4 | Wormgat         | 88.000 kijkers  | 3 april 2016  |  |
| Als de Tasman een wormgat nadert krijgt iedereen een opfriscursus over dit fenomeen. De bemanning maakt zich ondertussen zorgen over de slechte invloed die Svetlana uitoefent op Bram.                                         |                 |                 |               |  |
| 2.5 | Stuurloos       | 104.000 kijkers | 10 april 2016 |  |
| Wanneer in de Tasman alle stroom uitvalt moet Reibek op onderzoek uit om de oorzaak te achterhalen. Bij de rest van de bemanning slaat intussen de paniek toe, wat uitmondt in een vechtpartij tussen Brechtje en Svetlana.     |                 |                 |               |  |
| 2.6 | Contact         |                 | 17 april 2016 |  |
| Harold gaat met de VUT en Reibek wordt gevraagd een afscheidsspeech voor te bereiden. De Tasman staat op het punt door de tien miljoen kilometer grens te gaan. Bram vraagt wie er met hem mee door wil.                        |                 |                 |               |  |

## Virtuele werkelijkheid
Bij de start van seizoen 2 heeft de VPRO de Missie Aarde-app geïntroduceerd. Met deze app kan men via een VR-bril de Tasman betreden.